# یواقیت العلوم و دراری النجوم
یواقیت العلوم و دراری النجوم کتابی چنددانشی به زبان فارسی که در سال ۵۷۳ق به قلم طاهر بن احمد بن محمد معروف به نجارابومحمد قزوینی درباره‌ی علوم و فنون نگاشته شده‌است. نام نویسنده کتاب دانشنامه ای یواقیت به نظر اکثر محققان ناشناس است.

## انتشار یواقیت
این اثر به تصحیح محمد تقی دانش‌پژوه در سال ۱۳۴۵ توسط بنیاد فرهنگ ایران و سپس در سال ۱۳۶۴ توسط انتشارات اطلاعات منتشر شده‌است. نام نویسنده کتاب، حتی در چاپ کتاب نیز ناشناس ذکر شده‌است.

## نسخه‌های خطی
- مجموعاً هفت نسخه خطی از این کتاب وجود دارد؛ دو نسخه آن در کتابخانه ایاصوفیا شهر استانبول، یک نسخه در کتابخانه چورم ترکیه، دیگر نسخه‌ها در کتابخانه مجلس، مجموعه گلستان و کتابخانه مؤسسه لغت‌نامه دهخدا موجود هستند.
- جدیدترین کتابت یواقیت، در سال ۱۳۱۰ق، به خط نسخ و خوش شکسته برای ناصرالدین شاه قاجار نوشته شده‌است.

## دربارهٔ نام مؤلف
- محقق بهروز چگینی، در مقاله خود، به قدیمی‌ترین نسخه خطی یواقیت، کتابت در سال ۶۵۸ق، استناد کرده‌است. در آن نسخه، نام مؤلف، ابومحمد بن احمد القزوینی ذکر شده‌است.
- کهن‌ترین مآخذی که دربارهٔ مؤلف کتاب یواقیت وجود دارد، التدوین اثر رافمی قزوینی است که در آن نام مؤلف یواقیت را آورده‌است؛

طاهر بن احمد بن محمد معروف به نجار ابومحمد قزوینی
متولد ۴۹۲ق/۱۰۰۹م و درگذشته‌ی ۵۷۵ق/۱۱۸۰م
- تالیف یواقیت، در سال ۵۷۳ق، چند سال پیش از مرگ ابومحمد قزوینی بوده‌است.
- همچنین زکریای قزوینی در اثر خود، آثار البلاد و اخبار العباد دربارهٔ مؤلف یواقیت نوشته است که ابو محمد پسر احمد نجار، صنعت درودگری را نزد پدر آموخت، به تحصیل پرداخت، ذکاوت بسیار عجیب و غریب داشت و در علوم متداول زمانه سرآمد بوده‌است.
- حاجی خلیفه یا کاتب چلبی(۱۰۱۷-۱۶۰۹ق)، جغرافی‌دان و تاریخ‌نگار ترک در کشف الظنون و عمر رضا کحاله(۱۹۰۵-۱۹۸۷م) نویسنده و تاریخ‌نگار سوری، در معجم المولفین، تاریخ درگذشت مؤلف یواقیت را ۵۷۶ق ذکر کرده‌اند.

## علت نگارش یواقیت
یواقیت‌العلوم، برای مظفرالدوله والدین ملک‌الامرا طغرل‌تگین غازی‌بیک الب‌ارغو بن یرنقش بازدار نوشته شده‌است. خاندان وی از اوایل سده ششم تا اواسط سده هفتم قمری(سال ۶۳۵ق)، بمدت صد و شانزده سال، حکمرانی شهر قزوین را داشته‌اند. مؤلف در مقدمه کتاب می‌نویسد:
- چون مولانا امیرکبیر … که بردوام خواهان اکتساب فضایل است، او را رغبت افکند، از هر علمی طرفی تعاطی(=عملی) کند، از خادم دعاء و ناشر ثناء خویش، به حکم فرمان خواست از هر علمی از فنون علوم که در میان مردم ظاهر است، مسئله‌ای چند، برسبیل انموذج(=نمونه) ثبت کند تا مشوقه‌ای باشد به مسایل دیگر و داعیه‌ای برای تحصیل اصول آن جمله.

## از هم‌عصران مؤلف
- طغرل بیگ در دستگاه سلاجقه از امرای معتبر بوده و در دستگاه محمد یکم سلجوقی(۴۷۵–۵۱۲ق)، فرزندش سلیمان شاه بن محمد سلجوقی(۵۱۱–۵۵۶ق)[۱] و ارسلان‌شاه یکم(۵۵۱–۵۹۰ق) دارای مناصب مهم بوده‌است.
- ابن بلخی صاحب فارسنامه (نوشته شده بین سال‌های ۴۹۸–۵۱۱ق)
- انوری (درگذشته ۵۷۵ق)، شاعر دوره سلجوقی نیز در مدح طغرل بیگ، قصیده ای سروده‌است.
- امام الدین ابوالقاسم عبدالکریم بن محمد رافمی قزوینی(۵۵۵–۶۲۳ق) صاحب التدوین فی اخبار القزوین
- زکریای قزوینی(۶۰۰–۶۸۲ق)، مؤلف عجایب المخلوقات
- حمدالله مستوفی(۶۸۰–۷۵۰ق) مؤلف نزهه القلوب

## چهارده رساله یا یواقیت
به گفتهٔ ایرج افشار و نیز محمدتقی دانش پژوه، چهارده رساله، به کوشش سید محمد باقر سبزواری، جامع العلوم، اثر فخر رازی خوانده شده، که از روی نسخه ۱۰۵۳ کتابخانه ملی ملک چاپ شده‌است. کتاب چهار رساله در سال ۱۳۴۰ توسط انتشارات دانشگاه تهران منتشر شده‌است. در حالی‌که این رساله، بخشی از کتاب یواقیت العلوم، فن بیست و ششم آن، در علم فلاحت است. این اشتباه از آنجا صورت گرفته‌است که بخش کشاورزی یواقیت العلوم، دارای مشابهت بسیاری با بخش علم الفلاحه از کتاب جامع العلوم (ستینی)(تالیف در ۵۷۴ق) فخر رازی است.

## درون‌مایه کتاب
یواقیت العلوم سی فن گوناگون را دربر می‌گیرد. شیوه کار مؤلف طرح مسائل به صورت پرسش و پاسخ است. نویسنده برای هر علمی، دوازده مسئله را مطرح می‌کند.

## بخش‌های کتاب
در علم کلام/در علم اصول فقه/در علم خلاف/در علم مذهب/در علم فرایض/در علم شروط/در علمتصوف/در علم معانی قرآن/در علم اسباب نزول قرآن/در ناسخ و منسوخ/در غرایب تفسیر/در علم قرائت/در نوادر قرآن/در غرایب حدیث/در امثال عرب/در معانی شعر تازی/در علم لغت عرب/در علم نحو و اعراب/درعلم تصریف(صرف)/در علم عروض و نوادر شعر/در علم خط و کتابت/در علم انساب و تواریخ/در علم تعبیر خواب/در علم رقی و افسون ها/ /در علم طب/در علم فلاحت (کشاورزی)/در علمنجوم/در علم مساحت/در علم حساب/در علم فال و زجر.

## کشاورزی در یواقیت
فن بیست و ششم کتاب در باب فلاحت است که دارای دوازده مساله و پاسخ به آن‌ها می‌باشد.

### فن بیست و ششم در علم فلاحت
- مسئله ا - نشان زمین‌های نیک کشت را و نشان زمین‌های بد چیست؟

گفته‌اند: نشان بهترین زمین‌ها آن‌است که تربتش سیاه بود (که) هم باران‌ها (و آب)های بسیار احتمال کند و هم به آب اندک پسندیده شود. پس زمینی باشد که گل او سرخ بود و زمینی که آب‌ها و سیل‌ها برو رفته بود تا مدتی درو آب ایستاده، و آنگاه خشک گشته. پس زمینی که گل آن با سرخی زند هم بد نبود. اما زمینی که گل آن سخت سپید بود یا شوره بود یا گیاه‌های غریب در وی رسته باشد یا سنگستان بود، در آن هیچ‌چیز نبود.
- مسئله ب - درویدن گندم و جو در کدام وقت بهتر باشد و چگونه باید داشتن؟
- مسئله ج - آفت‌های رز چگونه شاید دفع کردن؟
- مسئله د - تطعیم درخت انگور و ترکیب درخت بر درخت چگونه باشد؟
- مسئله ه - ترکیب درخت انگور بر هیچ درخت دیگر شاید کردن یا نه؟
- مسئله و - هیچ ممکن باشد که از اصل یک رزبن خوشه‌های انگور رنگارنگ برآید؟
- مسئله ز - چه حیلت توان کرد تا انگور چنان شود که دانه در وی نباشد؟
- مسئله ح - انگور تریاک چگونه باید نشاندن؟
- مسئله ط - تمام رسیدن انگور را علامت چه باشد؟
- مسألهٔ - از غرایب ترکیب‌های درختان چیست؟
- مسئله یا - درختی که بار فراتن نگیرد چه حیلت باید کردن؟
- مسئله یب - چه حیلت باید ساختن تا بادام شیرین و لطیف برآید؟

### یکای طول در یواقیت
در متون کهن پارسی، از یکاهای طول، به نام‌های باز یا وشمار که اندازه‌ای مشابه باع می‌باشد، یاد شده‌است. مؤلف یواقیت از وشمار استفاده کرده و یک ذراع را برابر هفت وشمار گفته‌است. او به وشمار شاهی و وشمار شاپوری نیز اشاره کرده‌است. باع، مانند ارش بزرگ تعریف می‌شد. ابن بلخی نیز در فارسنامه از یکای باع استفاده کرده‌است.